# سامبا فيليكس ندياي
سامبا فيليكس ندياي (بالإنجليزية: Samba Félix Ndiaye)‏ (وُلد في السادس من آذار/مارس 1945 وتُوفيَّ في السادس من تشرين الثاني/نوفمبر 2009) كان مخرج أفلام وكاتب ومصور سينمائي من السنغال. يُعتبر ندياي أحد الأعمدة الأولى في صناعة السينما السنغالية حتى أنه يُعتبر من قِبل البعض والد الأفلام الوثائقيّة الأفريقيّة. قدم العديد من الأفلام الوثائقية التي نالت استحسانًا كبيرًا مثل كنوز سلة المهملات (بالفرنسية: Trésors des poubelles)‏ ونجور (بالفرنسية: Ngor)‏ وروح المكان (بالفرنسية: l'esprit des lieux)‏.

## الحياة المُبكّرة والتعليم
وُلد ندياي في السادس من آذار/مارس 1945 في داكار بالسنغال. كان يحضر بانتظام نادي السينما التابع للمركز الثقافي الفرنسي في داكار وهو ما اعتاد عليه. درسَ لاحقًا القانون والاقتصاد في جامعة داكار، ثم التحق بجامعة باريس الثامنة وحصل على ماجستير في السينما والدراسات السمعية والبصرية قبل أن يلتحق بمعهد لوميير لدراسة التصوير السينمائي والمونتاج. تُوفيَّ ندياي في السادس من تشرين الثاني/نوفمبر 2009 في داكار عن عمرٍ ناهز 64 عامًا بسبب مضاعفات الملاريا الدماغية، ودُفن لاحقًا في مقبرة يوف.

## المسيرة المهنيّة
أخرج ندياي عام 1974 أول فيلم وثائقي قصير له بعنوان بيرانتال (بالإنجليزية: Perantal)‏ وذلك حينما كان يُحضّر لنيلِ درجة الماجستير في السينما. أخرجَ عام 1978 الفيلم القصير جيتي تاي (بالإنجليزية: Geti Tey)‏ الذي ناقش الصعوبات التي يُواجهها الصيادون الحرفيون، ثمّ أنتج بعد ذلك سلسلة من خمسة أفلام قصيرة جمعها تحت عنوان كنوز سلّة المهملات (بالفرنسية: Trésors des poubelles)‏ وهي السلسلة التي صدرت عام 1989. أخرجَ في نفس العام الفيلم القصير أكوا (بالإنجليزية: Aqua)‏ وهو فيلمٌ صامت.
أنتجَ ندياي عام 1994 فيلمه الروائي الطويل روح المكان (بالفرنسية: l'esprit des lieux)‏ ويُعرف الفيلم أيضًا باسمِ نجور (بالفرنسية: Ngor)‏ كونه يتحدث عن سكّان قرية نجور التي تقعُ في ضواحي داكار. كتب سامبا فيليكس ندياي الفيلم الوثائقي رواندا: من أجل مذكرات (بالإنجليزية: Rwanda, pour mémoire)‏ الذي ركّز على الإبادة الجماعية في رواندا عام 1994، وأخرج ندياي عام 2007 الفيلم الوثائقي أسئلة للوطن (بالفرنسية: Questions à la terre natale)‏. فاز عام 2012 بجائزة تقديريّة في مهرجان قرطبة للسينما الأفريقية عن سلسلة كنوز سلة المهملات.